# Елифановская
Елифановская — деревня в Тарногском районе Вологодской области.
Входит в состав Илезского сельского поселения, с точки зрения административно-территориального деления — в Илезский сельсовет.
Расстояние по автодороге до районного центра Тарногского Городка — 34 км, до центра муниципального образования Илезского Погоста — 1,5 км. Ближайшие населённые пункты — Айга, Илезский Погост, Ивановская.
По переписи 2002 года население — 27 человек (12 мужчин, 15 женщин). Всё население — русские.